# Argyroúpoli (Kilkís)
Pour les articles homonymes, voir Argyroúpoli.
Argyroúpoli (grec moderne : Αργυρούπολη) est une localité située dans le dème de Kilkís, dans le district régional de Kilkís, dans la periphérie de Macédoine-Centrale, en Grèce.
Selon le recensement de 2011, elle compte 423 habitants.